# Basílica de Sant Esteve (Budapest)
La basílica de Sant Esteve (hongarès: Szent István-bazilika, pronunciació hongaresa: [ˈsɛnt ˈiʃtvaːn ˈbɒzilikɒ]) és una església catòlica romana que es troba a Budapest, Hongria, concretament al sector de l'antiga ciutat de Pest. Des de 1993 és cocatedral de l'Arquebisbat d'Esztergom-Budapest juntament amb la catedral de Nostra Senyora i de Sant Adalbert. d'Esztergom. L'any 1931 va ser declarada basílica menor.
És dedicada a sant Esteve I d'Hongria, fundador del Regne d'Hongria a començaments del segle xi. S'hi conserva una relíquia de la seva mà dreta (coneguda com "la sagrada mà dreta")
A la cripta hi són enterrats hongaresos il·lustres entre els quals els futbolistes Sándor Kocsis i Ferenc Puskás.

## Arquitectura
Els primers projectes daten de 1845 i es deuen a l'arquitecte József Hild (1789-1867) que va concebre un edifici d'estil neoclàssic. Hild també és l'autor de la basílica d'Esztergom. Les obres de construcció es van iniciar el 1851 i deu anys més tard, el 1861, ja es va poder obrir al culte, encara que l'edifici no era acabat,
Després de la mort de Hild, es va fer càrrec de les obres l'arquitecte Miklós Ybl (1814-1891), que també és autor de l'edifici de l'òpera nacional hongaresa i és considerat el més important dels arquitectes hongaresos d'aquell moment. Ybl va haver de reformular el projecte inicial causa d'un esfondrament parcial de l'edifici en construcció (1868). Va ser després de la unificació de les tres ciutats que va donar lloc al naixement de Budapest (1873) que les obres es van tornar a posar en marxa.
L'estil eclèctic que caracteritza l'edifici es deu a l'aportació de Ybl, el qual també és responsable de la solució donada a la cúpula, culminada el 1889. Quan Ybl va morir, l'any 1891, l'edifici ja era pràcticament enllestit.
La decoració interior es va dur a terme sota la direcció de l'arquitecte József Kauser (1848-1919) i la consagració que pràcticament significava l'acabament de l'obra va tenir lloc l'any 1905.
Va resultar bastant afectada a causa de la Segona Guerra Mundial i posteriorment sotmesa a un llarg procés de reconstrucció.
Actualment és un dels principals atractius turístics de Budapest regularment s'hi celebren concerts.
Des del punt de vista arquitectònic, les parts més notables d'aquest edifici són la columnata exterior al voltant de l'absis i la façana-pantalla amb dues torres laterals convenientment separades a fi de permetre la visualització de la cúpula i donar-li el màxim protagonisme com a element central de tot l'edifici. En planta, el sistema de suports de la cúpula deriva del de la Basílica de Sant Pere del Vaticà. Estilísticament es pot considerar una obra d'arquitectura eclèctica, per l'ús lliure que fa del vocabulari arquitectònic. L'eclecticisme és l'estil predominant a Budapest en aquella època.
La cúpula fa 96 metres d'alçada, igual que la del Palau del Parlament d'Hongria, els dos edificis més alts de Budapest. El número 96 té valor simbòlic, ja que fa referència a l'origen i al mil·lenni de la nació hongaresa (896-1896).

## Galeria

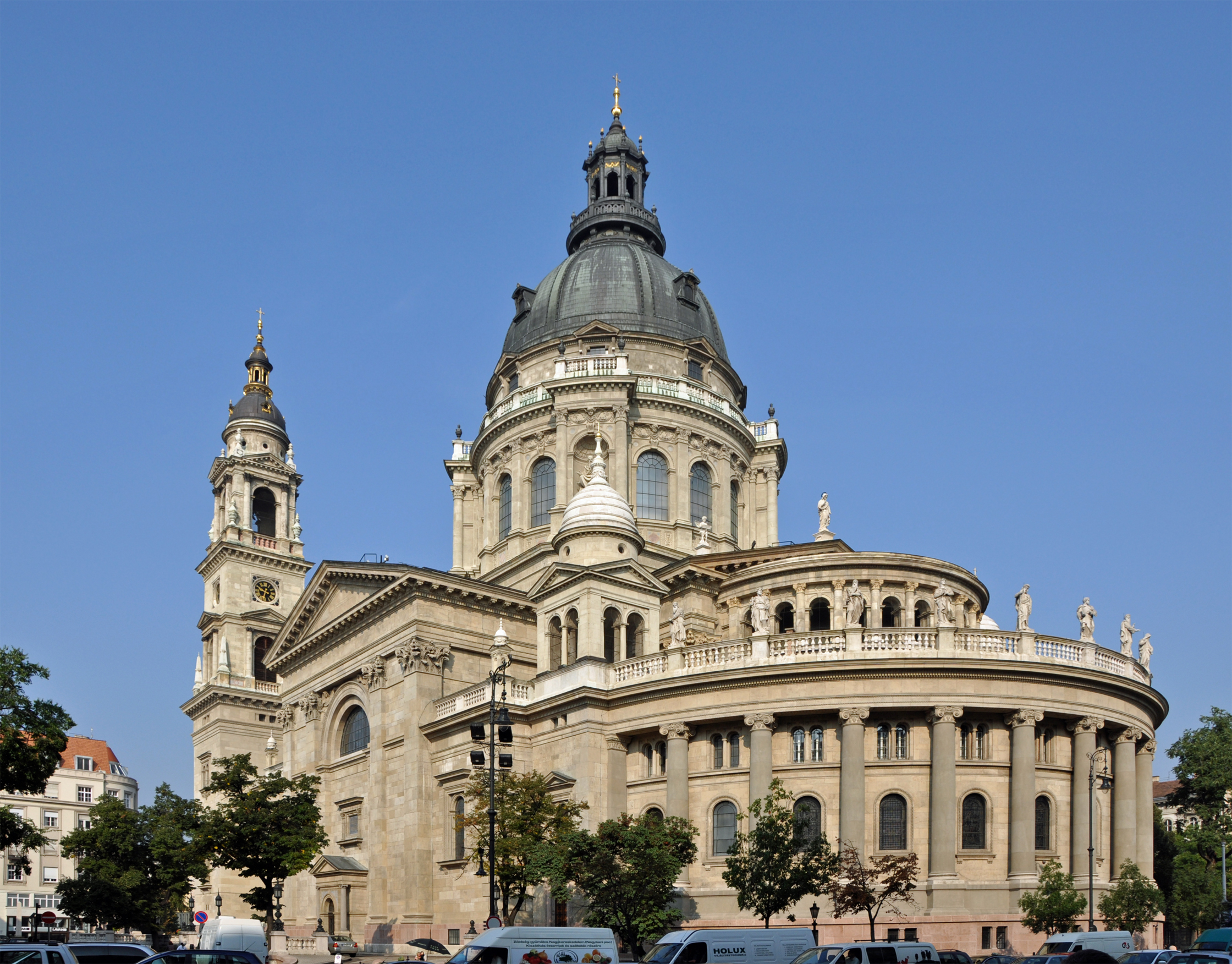
Vista del cap al sud-est
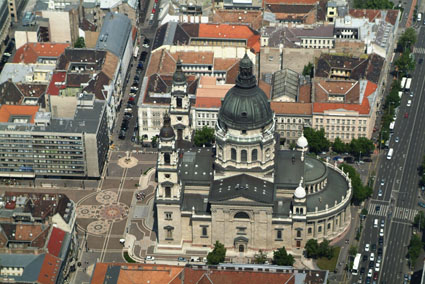
Fotografia aèria de la Basílica
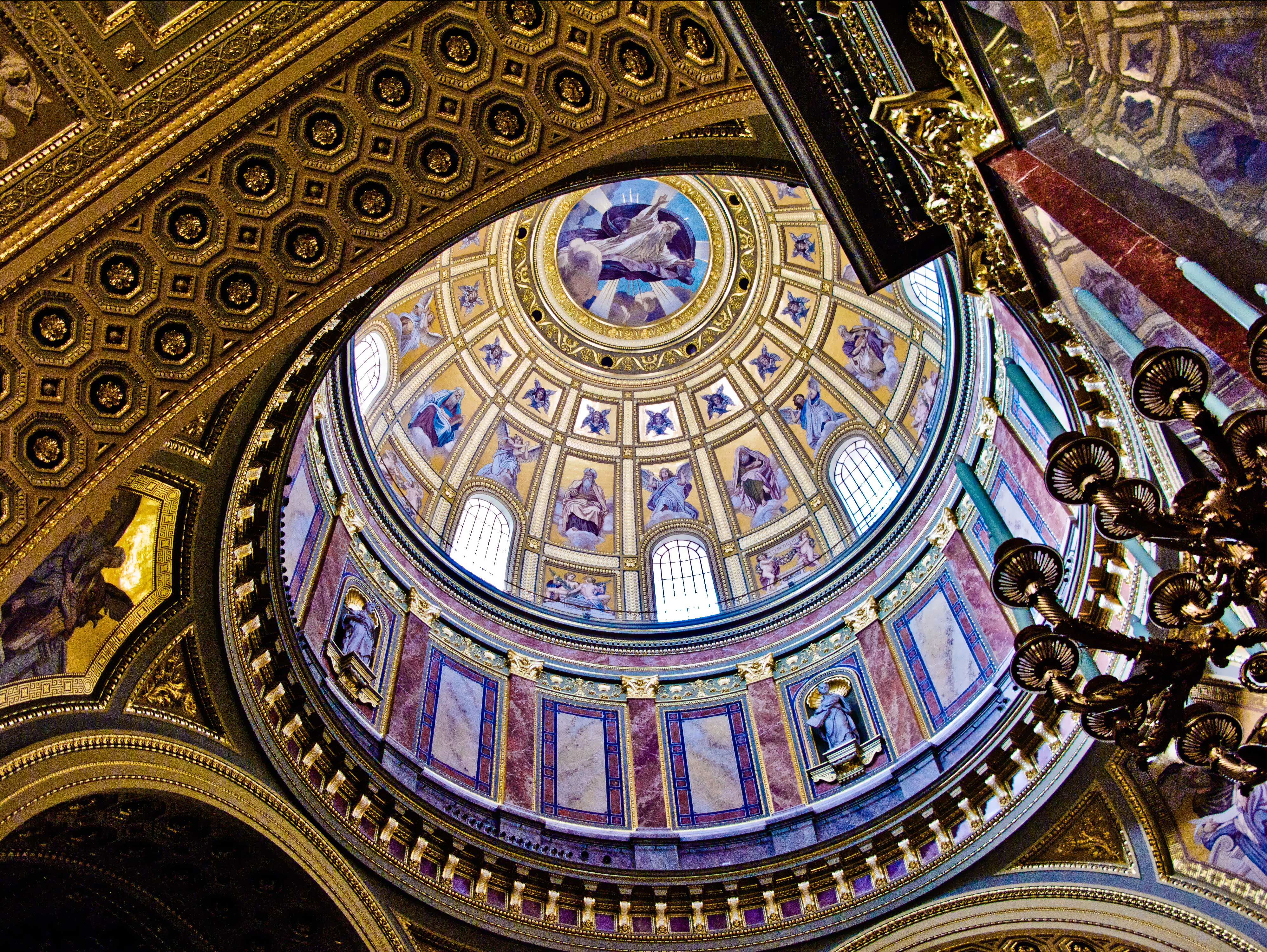
Cúpula